# カンネート・ディ・カロニーア連続発火事件

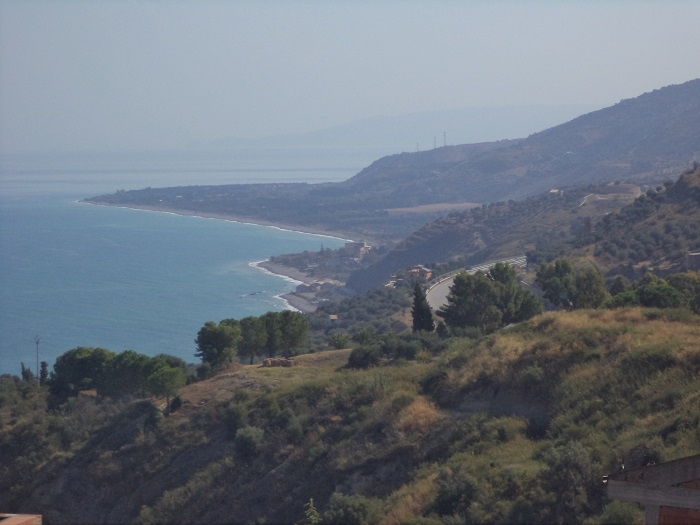
カンネート・ディ・カロニーア

カンネート・ディ・カロニーア連続発火事件（カンネート・ディ・カロニーアれんぞくはっかじけん）は、イタリア・シチリア島カロニーアのカンネート村で、 2003年末以降に不審な発火現象が相次いだ事件。
原因としては何らかの自然現象あるいは超自然現象、または秘密兵器によるものだという説が流布し、2004年に専門家が行った科学的調査でも突き止めることができなかった。
検察は2008年に何らかの放火事件であったとして調査を終了したが、犯人や動機、放火手段については示されず、2004年の調査とも一致しないままであった。
2014年にも不審火が報告されたが、最終的に2003年の最初の事例報告者らが放火犯として逮捕されている。

## 2003年-2004年
カンネート・ディ・カロニーアは、シチリア島にある人口約150人の村である。
発火現象が始まったとされるのは2003年12月23日のことで、伝えられているところによれば、マーレ通りのアントニーノ・ペッツィーノの家にあったテレビが爆発したのだという。似たような不調は、ヒューズボックスや空調機器、キッチン機器、コンピューター、車の電動ドアロックでも起きたと報告されている。さらに、ウェディングプレゼントや家具の一部分からも火が出た例があったと言われている。ある人は、電源につないでいないコードが目の前で発火するのを目撃したと言われている。
2004年2月9日、マーレ通り沿いにあった2軒の家で火災が起きた。これを受けてスピンナート町長は、マーレ通り沿いに住む39人に村で唯一のホテルへ退避するよう指示した。電力会社のENELは村への給電を停止したが、それでも発火現象は止まらなかった。1月から3月にかけて、92件の発火現象が報告された。
2月11日、地元の検察官が調査に乗り出す旨を発表した。3月16日に発火現象が再開した。伝えられるところによれば、調査団はコンパス、電動カーロック、携帯電話の機器故障に遭遇したと言われている。
4月、政府はシチリアの市民保護局のフランチェスコ・ヴェネランド・マンテーニャのもとで学際的な調査団を結成した。伝えられるところによれば、この調査団は国軍や警察、公共事業関係者からも広く協力を受けていた。調査団は異常な「電磁気的活動」、説明のつかない光、回転翼に異常な損傷を負ったヘリコプターが存在したと報告した。イタリア学術会議（CNR）の科学者たちも、アメリカ航空宇宙局（NASA）の物理学者たちの支援を受けて調査に加わった。
6月、マーレ通り沿いの住民は自宅へ戻った。
発火現象の原因については、現実的なものから超自然的なものまで様々な説が提唱されている。民間では、これはポルターガイストや悪魔、UFOの仕業であるといった噂が流布した。2007年には、発火事件は断続的な電磁場放射により起きたという説が提示された。さらなる専門家による調査の末、2008年6月24日、ミストレッタの検察はこの件に関する捜査を打ち切った。単なる放火事件であるというのが検察の結論だったが、犯人には触れないままだった。

## 2014年-2015年
2014年半ば、不可解な発火現象が再発した。
2015年3月5日、警察はジュゼッペ・ペッツィーノという人物を、放火、詐欺準備、不審火と関連させた虚報の流布の疑いで逮捕した。彼の父であるアントニーノ・ペッツィーノも被疑者となった。
イタリア軍警は発火事件が再発した2014年7月から街中に隠しカメラを設置していたのだが、そこからはジュゼッペ（時にはアントニーノ）が放火をしている様子が約40件確認された。また盗聴による記録も、親子の犯罪を裏付けた。

## 影響
カンネート・ディ・カロニーアでの連続発火事件は、アメリカのテレビ番組The Unexplained Filesや2019年のUnidentified: Inside America's UFO Investigationで紹介された。